# میگل گونی
میگل گونی (انگلیسی: Miguel Goñi؛ زادهٔ ۱۰ مارس ۱۹۹۸) بازیکن فوتبال است.